# Ambiévillers
Ambiévillers település Franciaországban, Haute-Saône megyében. Lakosainak száma 73 fő (2022. január 1.). Ambiévillers Hennezel, Montmotier, Mailleroncourt-Saint-Pancras, Passavant-la-Rochère, Pont-du-Bois, Gruey-lès-Surance és Fontenoy-le-Château községekkel határos.

## Népesség
A település népességének változása:
| Lakosok száma | 82   | 78   | 75   | 73   | 70   | 67   | 66   | 67   | 73   |
|               | 2013 | 2015 | 2016 | 2017 | 2018 | 2019 | 2020 | 2021 | 2022 |